# خماسي أكسيد الفسفور
خماسي أكسيد الفسفور هو مركب كيميائي، صيغته الكيميائية P4O10، والتي يمكن أن تكتب على الشكل  P2O5.

## استخداماته
- يعتبر ماده مجففة عالية الكفاءة وسريعة التأثير إلا انه صعب التداول ومرتفع الثمن.